# Oncholaimina
Oncholaimina (лат.) — подотряд мелких круглых червей из отряда Enoplida класса Enoplea.

## Описание
Мелкие круглые черви, длина от 1 до 20 мм. Морские свободноживущие нематоды; хищники. Амфиды (дистальные части боковых парных хеморецепторных органов чувств) кармановидные с овальными отверстиями. Стома (передняя часть пищеварительной трубки) обширная вазоподобная с сильно хитинизированными стенками. Головная капсула отсутствует. Передние сенсилы расположены в 2 ряда (6 + 10). Губ 6, реже 3. Метанемы (субкутикулярные проприорецепторы, внутренние механорецепторы) развиты. Кутикула гладкая.

## Систематика
Существуют разные трактовки группы.
В ранге подотряда Oncholaimina в составе отряда Enoplida (Smol et al., 2014) включает 2 семейства, 73 рода и 560 видов.
- Подотряд Oncholaimina  De Coninck, 1965
  - Надсемейство Oncholaimoidea
    - Семейство Enchelidiidae (27 родов, 175 видов)
    - Семейство Oncholaimidae (46 родов, 385 видов)

В ранге отдельного отряда Oncholaimina включает 2 семейства, 8 подсемейств, 52 рода и 524 вида (2011):
- Отряд Oncholaimida  Siddiqi, 1983[2][8]
  - Подотряд Oncholaimina  De Coninck, 1965
    - Надсемейство Oncholaimoidea Filipjev 1916
      - Семейство Enchelidiidae Filipjev, 1918[9] (1 подсемейство, 18 родов, 171 вид)[10]
      - Семейство Oncholaimidae Filipjev, 1916[11] (7 подсемейств, 34 рода, 353 вида)